# Янка, Виктор
Ви́ктор Я́нка фон Бульч (нем. Victor von Janka, венг. Janka von Bulcs Viktor; 1837—1890) — австро-венгерский ботаник.

## Биография
Виктор Янка родился в Вене 24 декабря 1837 года. Начальное образование получал на дому у Карла Людвига Долешаля (1827—1859). Будучи учеником высшей школы, занимался изучением флоры окрестностей Вены и Клаузенбурга (современный Клуж-Напока). С 1859 года служил кадетом в венгерской армии, в 1866 году во время Семинедельной войны стал лейтенантом.
В 1870 году Виктор Янка был назначен куратором департамента ботаники Пештского национального музея. В 1871—1872 путешествовал по Балканскому полуострову, в 1874 году ездил на экспедицию на Мальту.
В 1889 году Янка ушёл с поста куратора из-за болезни сердца. Скончался 8 августа 1890 года в Будапеште.
Основной гербарий Янки был передал клужскому Университету Бабеша—Бойяи (CL). Также множество образцов растений, собранных им, имеется в Венгерском музее естественной истории в Будапеште (BP).

## Некоторые научные публикации

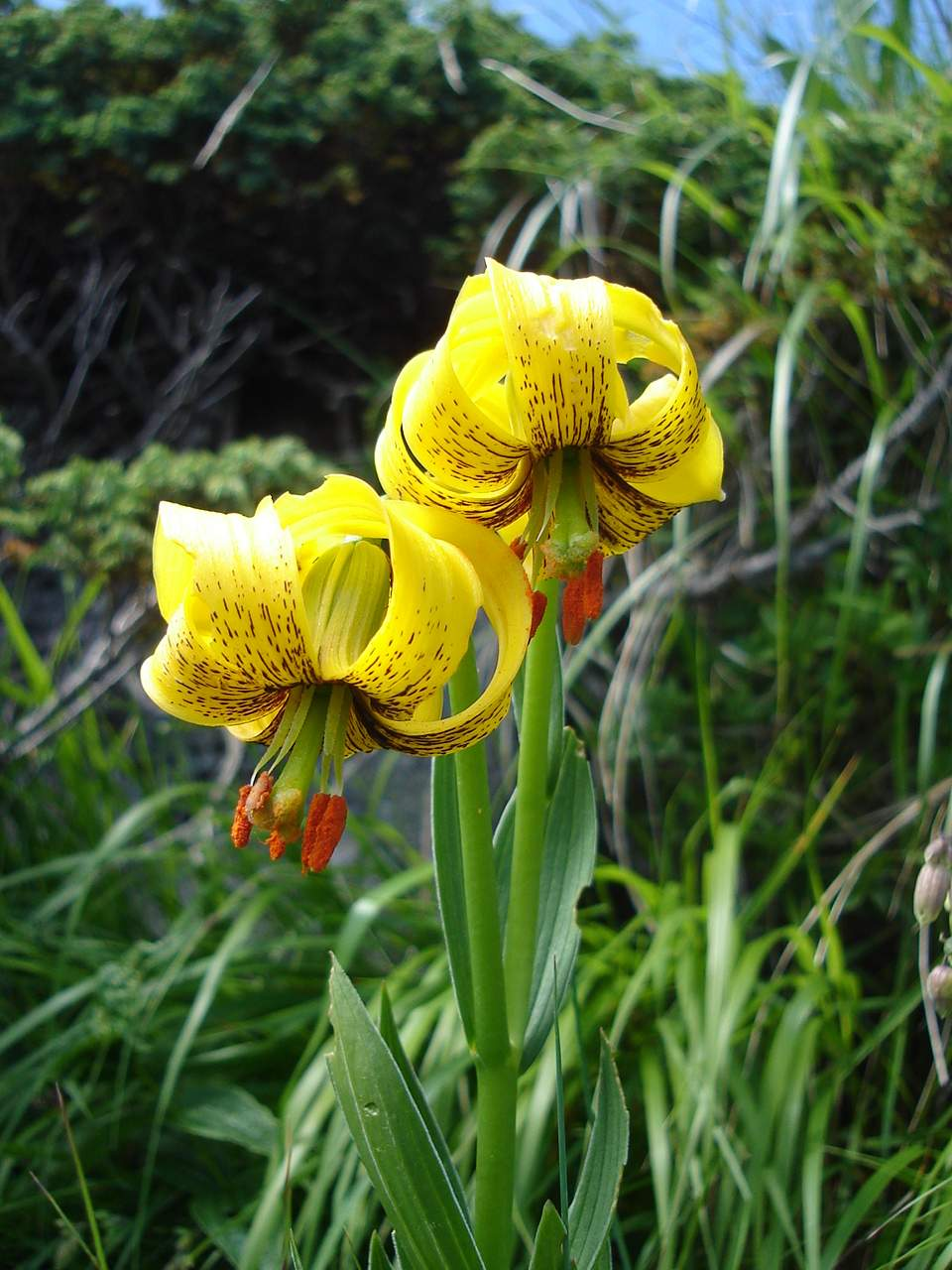
Lilium jankae

- Janka, V. Scrophularineae europaeae analytice elaboratae. — Budapest, 1881. — 40 p.
- Janka, V. Violae europaeae s.l. — Budapest, 1882. — 40 p.

## Роды и некоторые виды растений, названные в честь В. Янки
- Jancaea Boiss., 1875
- Centaurea jankae D.Brândză, 1884
- Centaurea jankeana Simonk., 1877
- Cytisus jankae Velen., 1890
- Hieracium jankae R.Uechtr., 1873
- Lilium jankae A.Kern., 1877
- Moehringia jankae Griseb., 1873
- Thlaspi jankae A.Kern., 1867
- Verbascum jankaeanum Pančić, 1886